# Under Paris
Under Paris (Sous la Seine) è un film del 2024 diretto da Xavier Gens.

## Trama
2021: La scienziata Sophia e la sua squadra si trovano presso il Pacific Tash Vortex, dove stanno seguendo un raro esemplare di squalo mako, denominata Lilith, che ha raggiunto dimensioni superiori alla normale crescita. Nel tentativo di prendere un campione, suo marito e il resto della squadra vengono trucidati. Sophia si tuffa in acqua per capire cosa fosse successo, rischiando poi di affogare perché trascinata da Lilith in profondità, ma riesce a liberarsi e a risalire in superficie; tuttavia, questa esperienza, oltre a segnarla profondamente, le provoca una lesione causata dal cambiamento di pressione.
2024: tre anni dopo la tragedia, Sophia lavora all'acquario di Parigi, quando viene avvicinata dall'attivista ambientalista Mika, che la informa che lo squalo che ha ucciso suo marito ha risalito il fiume, nuotando nelle profondità della Senna. Per Sophia la presenza di Lilith in quelle acque non ha senso e la cosa migliore sarebbe farla tornare in mare prima che possa mietere vittime, anche perché Parigi avrebbe a breve ospitato il Campionato mondiale di triathlon, disputati nel fiume; aiutata dal capitano della polizia fluviale Adil, Sophia deve fermare Lilith prima che sia troppo tardi, poiché, quando scopre che quest'ultima può riprodursi per partenogenesi, la situazione sarà più grave del previsto: l'animale dev'essere abbattuto perché se tornerà nell'oceano, Lilith e il suo branco colonizzeranno i mari per sempre.

## Produzione

### Sviluppo
Nel gennaio 2019, viene annunciato un film ad alto budget del valore di 19,6 milioni di euro, intitolato Under Paris. Xavier Gens ne è il regista, e la sceneggiatura, frutto di una collaborazione con Yannick Dahan e Maud Heywang, affronta il tema di un predatore sotto la Senna, autore di numerose sparizioni a Parigi durante i preparativi per il 14 luglio. Le riprese sono previste per la fine dell'anno. L'idea nasce dai produttori Édouard Duprey e Sébastien Auscher.
A fine aprile 2023, Netflix svela due fotografie del prossimo film francese, al quale all'epoca non era ancora stato dato un titolo, diretto da Xavier Gens e prodotto da Let Me Be. Il film, che vede protagonisti Bérénice Bejo, Nassim Lyes e Léa Léviant, racconta la caccia a un grosso squalo diretto verso Parigi durante i Campionati del Mondo di Triathlon sulla Senna, previsti per l'estate del 2024. Il film è inoltre coprodotto dalla società belga Umedia. Nel novembre successivo, il titolo viene rivelato: Sous la Seine.
Nel novembre 2024, Bérénice Bejo, che interpreta il personaggio di Sophia nel film, conferma a La Tribune che Sous la Seine avrà un seguito, con riprese programmate per settembre 2025.

### Assegnazione dei ruoli
Nel giugno 2023, Ibrahima Ba, Aksel Ustun e Marvin Dubart vengono menzionati per la partecipazione al film.
Nel gennaio 2024, Iñaki Lartigue dichiara di aver preso parte alle riprese. All'inizio di aprile, Anne Marivin viene citata nel ruolo della sindaca di Parigi, ispirato a Anne Hidalgo e a Valérie Pécresse.

### Riprese
Le riprese iniziano a marzo 2023 a Bruxelles. Si svolgono anche a Parigi, verso la fine di aprile, per la Senna, il quai de la Tournelle e altre location, e in Spagna, alla fine di giugno, precisamente ad Alicante per la Ciudad de la Luz, per due settimane e mezzo, e sulla costa di La Vila Joiosa, dove si sfrutta il bacino d'acqua e il mare, per sette settimane. Il montaggio del film si svolge nel novembre dello stesso anno.

## Distribuzione
Il film è stato distribuito il 5 giugno 2024 sulla piattaforma Netflix. Le prime immagini inedite del film vengono svelate al Festival Internazionale del Film Fantastico di Gérardmer, alla presenza di Xavier Gens e Bérénice Bejo.

## Accoglienza
Nel mese di luglio, Netflix annuncia che il film ha totalizzato oltre 84 milioni di visualizzazioni, diventando il quarto film non anglophone più visto su Netflix.